# Undla
Undla är en ort i Estland. Den ligger i Kadrina kommun och landskapet Lääne-Virumaa, i den centrala delen av landet, 80 km öster om huvudstaden Tallinn. Undla ligger 86 meter över havet och antalet invånare är 112.
Terrängen runt Undla är platt. Runt Undla är det glesbefolkat, med 9 invånare per kvadratkilometer. Närmaste större samhälle är Rakvere, 15,6 km öster om Undla. I omgivningarna runt Undla växer i huvudsak blandskog.